# Laranjal (Minas Gerais)
Laranjal is een gemeente in de Braziliaanse deelstaat Minas Gerais. De gemeente telt 6.568 inwoners (schatting 2009).

## Aangrenzende gemeenten
De gemeente grenst aan Cataguases, Leopoldina, Muriaé, Palma, Recreio en Santana de Cataguases.